# Bandai
Bandai Co., Ltd. (株式会社バンダイ?, Kabushiki-gaisha Bandai) è un'azienda giapponese produttrice di giocattoli.

## Storia
Fondata nel 1950 dal presidente Naoharu Yamashina, la Bandai si proponeva di conquistare il mercato producendo giocattoli poco costosi: produceva principalmente automobiline di latta, giochi di celluloide e salvagenti. Al giorno d'oggi i prodotti dei primi anni di vita di questa azienda sono considerati pezzi da collezione.
Durante gli anni sessanta la Bandai comincia ad allargarsi sui mercati oltremare, e nel 1963 apre un ufficio a New York. Nello stesso anno, con i prodotti legati all'anime Astro Boy, nasce quello che diventerà il mercato più florido per la Bandai, ovvero la produzione di giocattoli legati alle serie televisive.
Nel 1969 inizia la produzione di giocattoli di plastica.
Negli anni settanta i prodotti legati al franchise delle serie televisive sono ormai la punta di diamante dell'azienda; nel 1973 il Super-alloy Mazinger Z (un modellino del super robot Mazinger Z) vince il 4th International Trade Fair Toy Concours. Ormai la Bandai si è imposta come una delle più grandi aziende nel campo dell'industria dei giocattoli e nel 1977, grazie al successo di Hit the Mole ("Colpisci la talpa"), si garantisce il Nikkei Hit Product Award. Nel frattempo comincia a dedicarsi anche a giocattoli più sofisticati, e LSI Baseball diventa uno dei primi grandi successi nel mondo dei giochi elettronici.
Nel 1981 viene lanciata la serie di modellini di plastica legati a Gundam, che riscuote un enorme successo. Nel frattempo con la Bandai France S.A. e la Bandai Italia S.R.L. si impone sul mercato europeo. Nel 1982 nasce il dipartimento per la creazione di anime e film che porterà nel 1987 alla produzione del lungometraggio di animazione Ouritsu Uchûgun - Oneamisu no tsubasa (Le ali di Honneamise in Italia). Nel 1985 viene lanciato il primo software per NES, Tag Team Match M.U.S.C.L.E., e la serie di giocattoli legata all'anime Saint Seiya (I Cavalieri dello Zodiaco) è un grande successo.
Negli anni novanta spopolano i prodotti legati alle serie Sailor Moon e ai telefilm super sentai come Power Rangers (ancora oggi uno dei prodotti di maggiore successo). Nel 1994 la Sunrise entra a far parte del gruppo. Nel 1995 collabora con la Apple per la realizzazione della console Pippin. Lanciata in un periodo già dominato da PlayStation, Nintendo 64 e Sega Saturn, più costosa e meno potente rispetto a queste ultime, Pippin si rivela un flop che segna profondamente la casa giapponese. Nel 1996 tuttavia la Bandai riesce a risollevarsi grazie ad uno dei suoi prodotti di maggiore successo: il Tamagotchi. Rassicurata dall'ultimo successo, nel 1997 manda a monte una fusione con la Sega Enterprise.
Nel 2003, come simbolo della storia e del successo di questa azienda, viene inaugurato il Bandai Museum. Dal 2004 la Bandai produce moltissimi gadgets dedicati alla nuova serie Pretty Cure.
Nel maggio del 2005 la Bandai acquisisce la Namco per 1,7 miliardi di dollari, cambiando nome in "Bandai Co., Ltd." e dando vita dal settembre dello stesso anno alla Bandai Namco Holdings
Nell'anno 2009, la Bandai ha realizzato una edizione limitata di notebook Rilakkuma. Al giorno d'oggi il settore dei giocattoli rappresenta il 54% del fatturato della Bandai, quello dei videogiochi il 14%.

## Filiali
La Bandai possiede 53 filiali e sedi in 18 paesi. Le principali sono:

### Bandai Visual (Emotion)
La Bandai Visual (Emotion) produce diversi anime e tokusatsu, spesso in collaborazione con la Sunrise, un'altra consociata della Bandai. Ha collaborato alla produzione di anime quali Cowboy Bebop, Outlaw Star, Escaflowne e Mobile Suit Gundam. Il suo logo è uno dei Moai, le famose statue dell'Isola di Pasqua.

### Bandai America
Dal 1978 la Bandai America si occupa della produzione di giocattoli, distribuisce videogiochi della Bandai e anime della Bandai Visual (ma anche di altri studi di animazione) per il mercato Statunitense (attraverso la Bandai Entertainment, il cui quartier generale si trova a Cypress, California) e canadese (attraverso la Bandai Entertainment Canada, il cui quartier generale si trova a Mississauga, Ontario).

### Bandai Visual USA
La Bandai Visual USA è nata nel 2005 come filiale della Bandai Visual per rafforzarne la presenza in Nord America.

### Bandai Games
La Bandai Games produce e distribuisce videogiochi legati ai franchise della Bandai.

### Carddass
La Carddass è una filiale che si occupa della distribuzione di giochi di carte collezionabili legati a diversi franchise della Bandai

### Sunrise
Nata nel 1972 con il nome di Nippon Sunrise e acquisita nel 1994 dalla Bandai, la Sunrise Inc. è uno dei principali studi di animazione giapponesi.

## Produzioni della Bandai Visual (selezione)

### Anime
- .hack//SIGN
- 3x3 occhi (3x3 Eyes)
- Aika
- Aikatsu!
- Angel Sanctuary
- Appleseed (1988 OAV)
- The Big O
- BLOOD+
- Blue Submarine no. 6
- Candidate for goddess
- Card Captor Sakura - The Movie (film)
- Gekijōban Cardcaptor Sakura: Fūin sareta card (film)
- Code Geass
- Cowboy Bebop
- DearS
- Devilman (OAV)
- Digimon
- DNA²
- Dominion Tank Police
- Earth Girl Arjuna
- Eureka Seven
- éX-Driver (film)
- Fancy Lala
- Fushigi yûgi - Il gioco misterioso (OAV)
- Ghost in the Shell
- Gunslinger Girl
- Harlock Saga - L'anello dei Nibelunghi
- I'm Gonna Be an Angel!
- Jin-Roh
- Macross
- Madara
- Magic User's Club
- Metropolis
- Midori's Days
- Mobile Suit Gundam
- Nightwalker
- Oban Star-Racers
- Magica Doremì
- Onegai Teacher
- Onegai Twins
- Patlabor (film)
- Le Superchicche (The Powerpuff Girls)
- PPG Z - Superchicche alla riscossa (Powerpuff Girls Z)
- Pretty Cure
- Record of Lodoss War (serie tv)
- Rinne no Lagrange
- Saber Marionette
- Sailor Moon
- Saint Seiya Tenkai-hen Jousho: Overture
- Sentou Yousei Yukikaze (戦闘妖精雪風)
- Tamagotchi!
- Slayers Special (OAV)
- Slayers Perfect (film)
- Sousei no Aquarion
- Starship Troopers
- Steamboy
- Uta-Kata
- I cieli di Escaflowne (film)
- Le ali di Honneamise
- Witch Hunter Robin
- Wolf's Rain
- X
- Sei in arresto!

### Tokusatsu
- G-Saviour
- Kamen Rider 555: Paradise Lost
- Kamen Rider J
- Kamen Rider ZO
- Ultraman vs. Kamen Rider

## Console
Verso la fine degli anni '70, Bandai vendette la linea di console chiamata TV Jack: era una serie di console con giochi simili a Pong. L'ultima console della serie era il Bandai Super Vision 8000 messo in commercio nel 1979. Differentemente dalle altre console della serie questa era un sistema con una CPU ad 8-bit NEC D780C (clone dello Z80) e i cui giochi erano cartucce che contenevano il programma del gioco.
Durante i primi anni '80, Bandai distribuì un numero di macchine per i videogame. Nel 1982 la Bandai Arcadia, una variante della Emerson Arcadia 2001, fu distribuita in Giappone da Bandai. C'erano anche 4 giochi solo per il mercato giapponese (Doraemon, Dr. Slump, Mobile Soldier Gundam, Super Dimension Fortress Macross) che erano gli unici titoli pubblicati per la Arcadia prodotti da aziende che non erano la UA Ltd. Essi pubblicarono anche traduzioni per versioni locali dei giochi per console Intellivision e vectrex.
Bandai produsse un tapis roulant chiamato Family Fun Fitness System per il Nintendo Entertainment System a partire dal 1986. Una serie di giochi furono pubblicati sia in USA che in Giappone, compreso Athletic World e Stadium Events per il NES. Subito dopo la sua pubblicazione, Nintendo acquistò i diritti del tapis roulant FFF nel Nord America, rimpiazzandolo con il loro riprogettato Power Pad. In modo da mantenere la continuità del marchio, Stadium Events fu ritirato dai negozi dopo un breve periodo di disponibilità nei grandi magazzini Woolworth's. A causa del fatto che il gioco fu ritirato prima che potessero essere vendute molte copie, Stadium Events della Bandai è ritenuto il più raro gioco distribuito ufficialmente per il NES nel Nord America. Il gioco "gemello" di Stadium Events, chiamato Athletic World fu inizialmente messo in commercio con un'etichetta che indicava la compatibilità con il tapis roulant Family Fun Fitness, ma fu più tardi ripubblicato con un'etichetta aggiornata che al suo posto menzionava invece il Power Pad. Stadium Events non fu distribuito di nuovo, ma fu leggermente modificato e rilanciato come gioco incluso insieme al Power Pad, World Class Track Meet.
Negli anni '90, Bandai si alleò con la Apple creando la console Pippin. Crearono anche da soli la loro console chiamata Playdia. Nessuna ebbe successo sul mercato di massa. Nel 1999, Bandai creò la console portatile WonderSwan. Questa, ed il suo aggiornamento la WonderSwan Color, vendettero modestamente bene ma furono incapaci di rivaleggiare in modo serio con il dominante Game Boy Color e più tardi il Game Boy Advance. Il progetto fu abbandonato nel 2003.